# Pohradická hora
Pohradická hora, auch Aloisova výšina (deutsch Poratscher Berg, auch Aloisiushöhe) ist eine 419 m hohe Basaltkuppe im Böhmischen Mittelgebirge in Tschechien (Bezirk Teplice, Ústecký kraj), einen Kilometer südlich von Ohníč (Wohontsch). 

## Entstehung des Namens
Der Berg erhielt seinen Namen nach dem nahegelegenen kleinen Dorf Pohradice (Poratsch), welches heute verlassen und abgerissen ist.

## Geschichte
Auf der Bergkuppe ließ der Prager Erzbischof Alois Josef Freiherr von Schrenk († 5. März 1849) in den Jahren 1848–50 einen Aussichtsturm mit Lusthäuschen errichten, von dem eine schöne Rundsicht möglich war. Nach dem Zweiten Weltkrieg verfielen die Gebäude auf der Bergkuppe zu Ruinen.

## Aussicht
- Nach Norden: Bielatal und Teplitzer Schlossberg
- Nach Südost: Kostomlaty pod Milešovkou (Kostenblatt) mit Schloss und darüber die Ruine der Burg Kostomlaty